# 阿夫扎尔加尔
阿夫扎尔加尔（Afzalgarh），是印度北方邦Bijnor县的一个城镇。总人口24954（2001年）。

## 人口
该地2001年总人口24954人，其中男性13220人，女性11734人；0—6岁人口4350人，其中男2270人，女2080人；识字率49.45%，其中男性为55.40%，女性为42.76%。